# Oregonichthys kalawatseti
Oregonichthys kalawatseti es una especie de peces de la familia de los
Cyprinidae en el orden de los Cypriniformes.

## Morfología
- Los machos pueden llegar alcanzar los 4,9 cm de longitud total.[1]

## Hábitat
Es un pez de agua dulce y de clima templado

## Distribución geográfica
Se encuentran en Norteamérica: río Umpqua.